# سوق لينة التراثي
سوق لينة التراثي هو معلم تاريخي يقع في قرية لينة ويحاذي درب زبيدة المعروف، حيث يعد أحد أقدم وأشهر أسواق منطقة الحدود الشمالية التجارية بالمملكة العربية السعودية.

## التأسيس
تم إنشاء السوق قبل نحو 90 عامًا بتاريخ عام 1352هـ الموافق 1933م، وتبلغ مساحته نحو 5500 متر مربع، حيث يضم حوالي 72 متجرًا متنوعًا، يأخذ كل واحد منها شكل المستطيل، وقد كان مبنيًا من الحجر والطين، وسقفه من جذوع الأشجار وحصير من سعف النخيل وصُب فوقها طبقة من الطين لمنع الأمطار من التسرب.

## الاستخدام
استخدم السوق مركزًا لتبادل البضائع بين تجار نجد (العقيلات) والشام وبلاد الرافدين شاملة الملبوسات والسكر والطحين والأواني وغيرها.

## الترميم
قامت بلدية لينة بترميم السوق وإضافة بوابة لمدخله يبلغ ارتفاعها ثمانية أمتار، وتركيب حجر عشوائي لساحة السوق وترقيم المحال التجارية وعمل دكة خرسانية أمام المتاجر، مع ديكور شجري وتركيب فوانيس وأسقف خشبية مع أعمدة حجرية أمام المتاجر.

## الفعاليات
تقام في السوق فعالية دورية بعنوان مهرجان "شتاء درب زبيدة" من تنظيم هيئة تطوير محمية الإمام تركي بن عبدالله الملكية. يتضمن المهرجان جناحاً للأسر المنتجة يضم أكثر من 14 ركنًا يشارك فيه نساء قرية لينة والمناطق المحيطة لبيع أصناف مختلفة من المأكولات المحلية، كما يتضمن مهرجان سوق لينة التراثي أركانًا مختلفة للحرف اليدوية ومطاعم ومشغولات يدوية وعمل السدو والخوص وخلطات العطور والفن التشكيلي.